# ケリー・クラークソン
ケリー・クラークソン（Kelly Brianne Clarkson、1982年4月24日 - ）は、アメリカ合衆国の歌手。合衆国の人気オーディション番組『アメリカン・アイドル』の第1シーズンに出場し、親しみやすい容姿とやわらかな歌声で瞬く間に人気を集め、ついには優勝、アメリカ国内のみならず世界中で活躍するポップ・ロック・シンガーである。テキサス州生まれ、身長161cm。2児の母。

## 経歴

### 生い立ち
クラークソンはギリシャ系、アイルランド系、及びドイツ系家系の両親のもと、テキサス州フォートワースで生まれた。

### アメリカン・アイドル
彼女が学生のころ、歌を歌っている時に、たまたま通りかかった音楽の先生が「どうして歌わないの?」と問いかけた際、クラークソンは「できないから」と答えた。しかし彼女は学校の聖歌隊に参加し、音楽の才能を徐々にのばしていった。彼女は、夢が必ずしも叶うとは限らないということを知っていたが、心のどこかで夢を信じていた。それから彼女はお金をため、カリフォルニアで暮らし始めた。だが、悲劇が彼女を待ち受けていた。彼女の暮らしていた家が火事になってしまったのだ。こうして再びテキサスに戻った彼女に、ある日『アメリカン・アイドル』のオーディションを受けるのはどうかという友人の誘いがあり、結局彼女はオーディションを受けてみることにする。
2002年9月4日、人気オーディション番組『アメリカン・アイドル』では、彼女のその飾らないキャラクターと圧倒的な歌唱力が万人に受け、全米からの総応募者数1万人の中から約10週間にわたる激戦を勝ち抜きついに優勝。これを機に映画『アメリカン・スター』にも出演したが、評価はいまいちだった。
当時、ウェイトレスだった彼女は親友に誘われてオーディションを受けに来ていた。

### キャリアの始まり

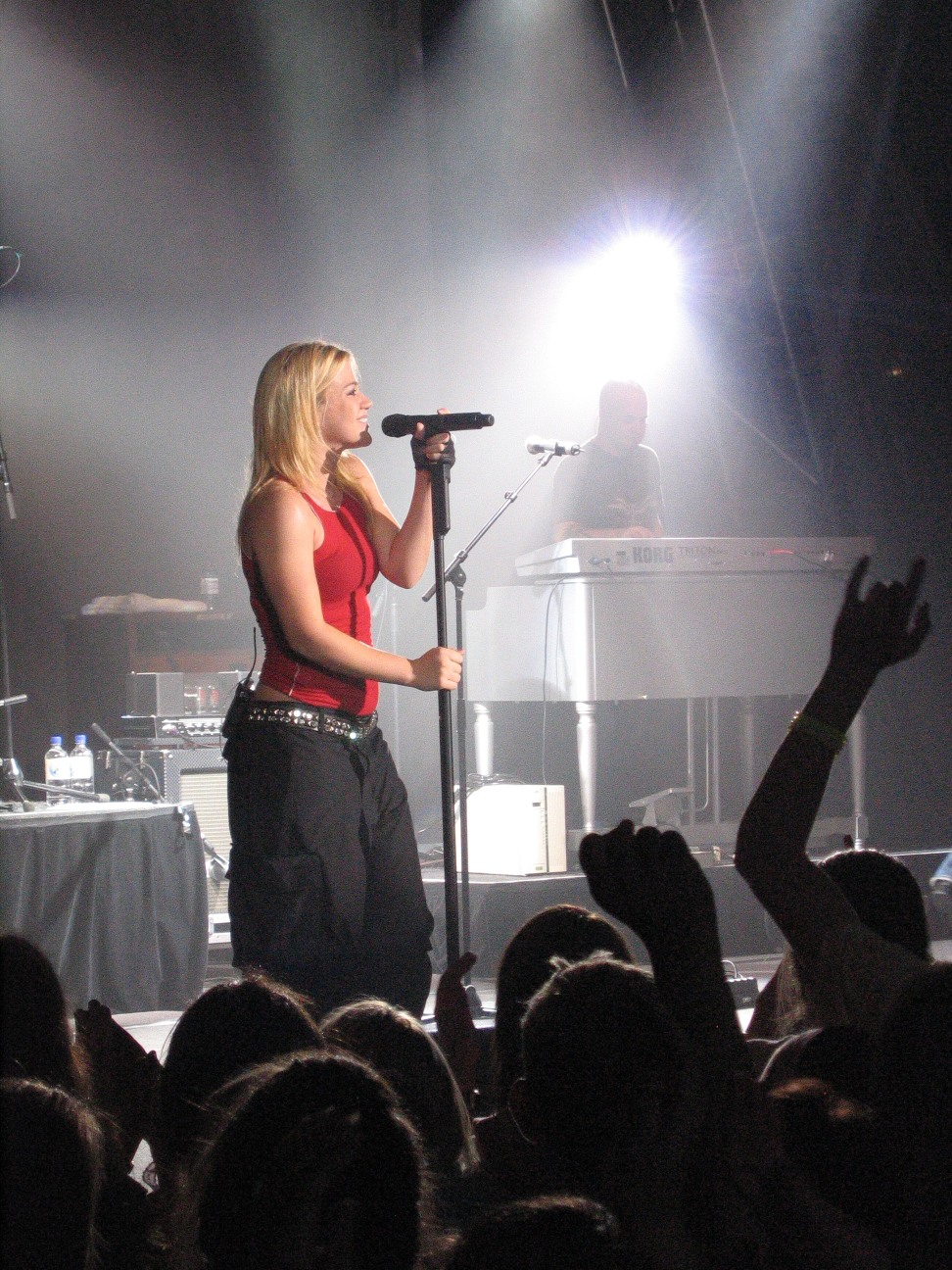
コンサートで歌うケリー・クラークソン（2005年）

オーディション終了直後の2002年10月5日にデビュー・シングル「A Moment Like This」が全米シングル・チャート（ビルボード）で初登場52位から翌週いきなり1位にジャンプ・アップ。歴史を塗り替える記録を樹立した（これまでの記録はビートルズ「キャント・バイ・ミー・ラヴ」が1964年に達成した初登場27位から翌週1位。2007年にマルーン5によってこの記録は塗り替えられてしまう）。
2003年4月に発売されたデビュー・アルバム『サンクフル』は全米アルバムチャート初登場1位を獲得。 全米で200万枚を超えるセールスを記録。日本でも15万枚のセールス。シングル曲「A Moment Like This」「Before Your Love」「Miss Independent」「Low」「The Trouble With Love Is」等を収録。
2004年12月にはセカンド・アルバム『ブレイクアウェイ』を発表。今作でジャンルをロックへと大きく方向転換し世間を驚かせたが、全米アルバムチャートで3位を獲得、2年間もチャートを賑わせるロングヒットとなり全米だけで600万枚近いセールスを記録し大成功を収めた。「Breakaway」「Since U Been Gone」「Behind These Hazel Eyes」「ビコーズ・オブ・ユー (Because of You) 」「Walk Away」等のシングル曲はどれも世界中で大ヒットを記録した。
2006年2月に開催された第48回グラミー賞ではBest Pop Vocal AlbumとBest Female Pop Vocal Performanceを獲得。グラミー二冠を達成した。
2007年6月に2年半ぶりとなるアルバム『マイ・ディセンバー』を発売。　全世界で合計約250万枚のセールスとなり、アメリカ、イギリス、カナダ、オーストラリア各国ではプラチナアルバムとなる。
2009年3月6日、ニュー・アルバム『オール・アイ・エヴァー・ウォンテッド』をリリース。
2012年2月5日の第46回スーパーボウルでアメリカ国歌斉唱を行った。
2018年5月27日の第102回インディ500マイルレースでアメリカ国歌斉唱を行う。
2019年からケリー・クラークソン・ショーを手掛け、司会とプロデューサーを兼任している

## ディスコグラフィ

### スタジオ・アルバム
- 『サンクフル』 - Thankful (2003年)
- 『ブレイクアウェイ』 - Breakaway (2004年)
- 『マイ・ディセンバー』 - My December (2007年)
- 『オール・アイ・エヴァー・ウォンテッド』 - All I Ever Wanted (2009年)
- 『ストロンガー』 - Stronger (2011年)
- 『ラップト・イン・レッド』 - Wrapped in Red (2013年)
- 『ピース・バイ・ピース』 - Piece by Piece (2015年)
- 『ミーニング・オブ・ライフ』 - Meaning of Life (2017年)